# Нобелівська премія з хімії

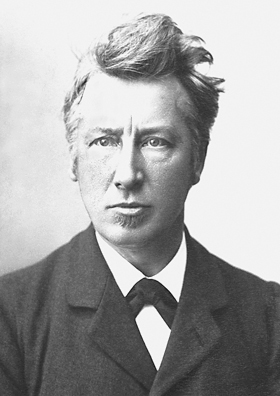
Якоб Гендрік Вант-Гофф (1852–1911) був першим Нобелівським лауреатом з хімії за відкриття законів хімічної динаміки та осмотичного тиску в розчинах

Но́белівська пре́мія з хі́мії (швед. Nobelpriset i kemi) — найвища нагорода за наукові досягнення в області хімії, яку щорічно присуджує Шведська королівська академія наук в Стокгольмі. Кандидатів у лауреати премії висуває Нобелівський комітет з хімії. Премія є однією з п'яти заснованих відповідно до заповіту шведського хіміка Альфреда Нобеля (пом. в 1896 році) від 1895 року, які присуджують за видатні досягнення в хімії, фізиці, літературі, фізіології або медицини та за внесок у встановлення миру.
Перша Нобелівська премія з хімії була присуджена в 1901 році Якобу Вант-Гоффу з Нідерландів. Кожен лауреат отримує медаль, диплом та грошову винагороду, сума якої змінюється протягом років. Нагороду присуджують у Стокгольмі на щорічній церемонії 10 грудня — в річницю смерті Нобеля.

## Історичні передумови

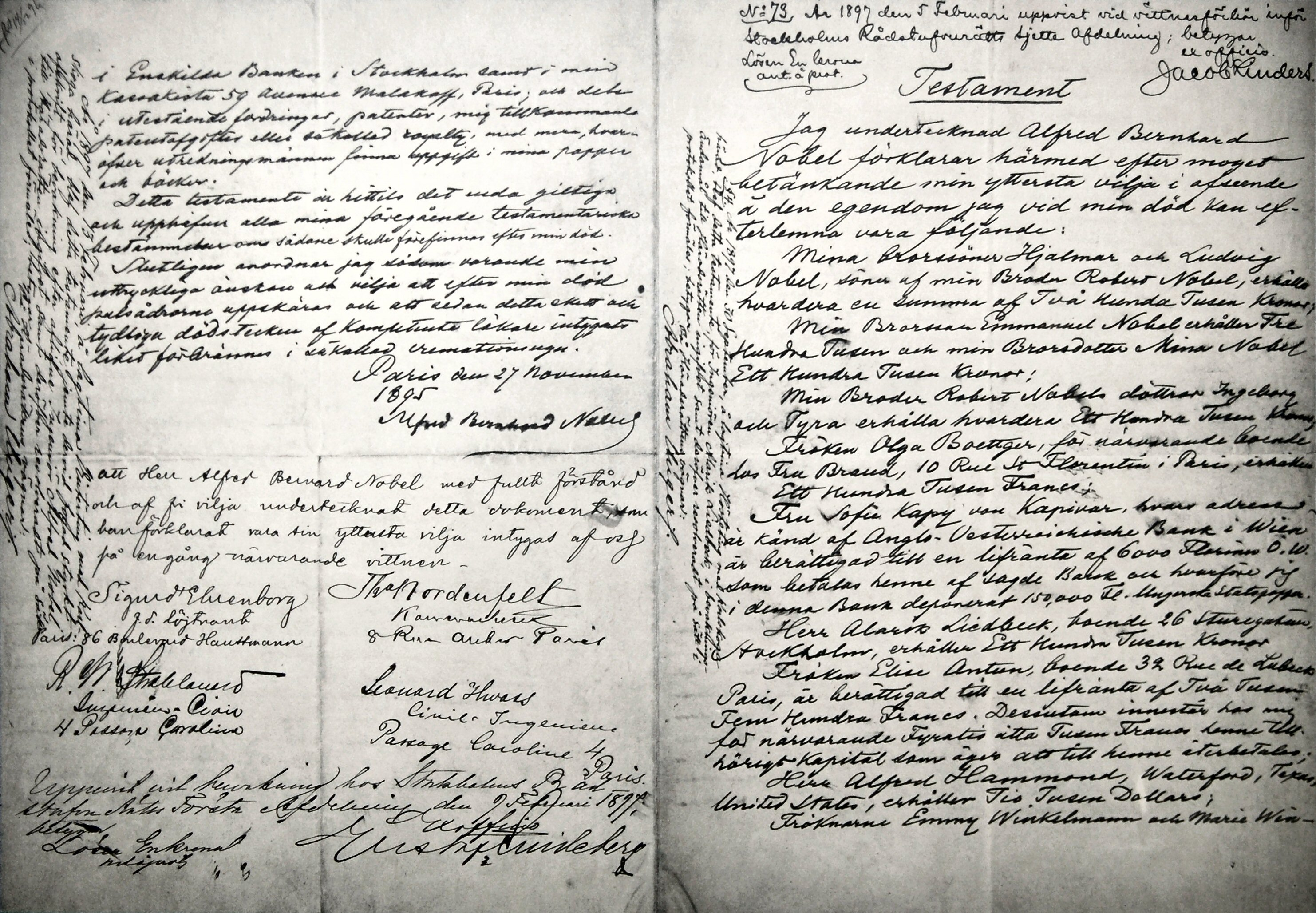
Заповіт Альфреда Нобеля від 25 листопада 1895 року

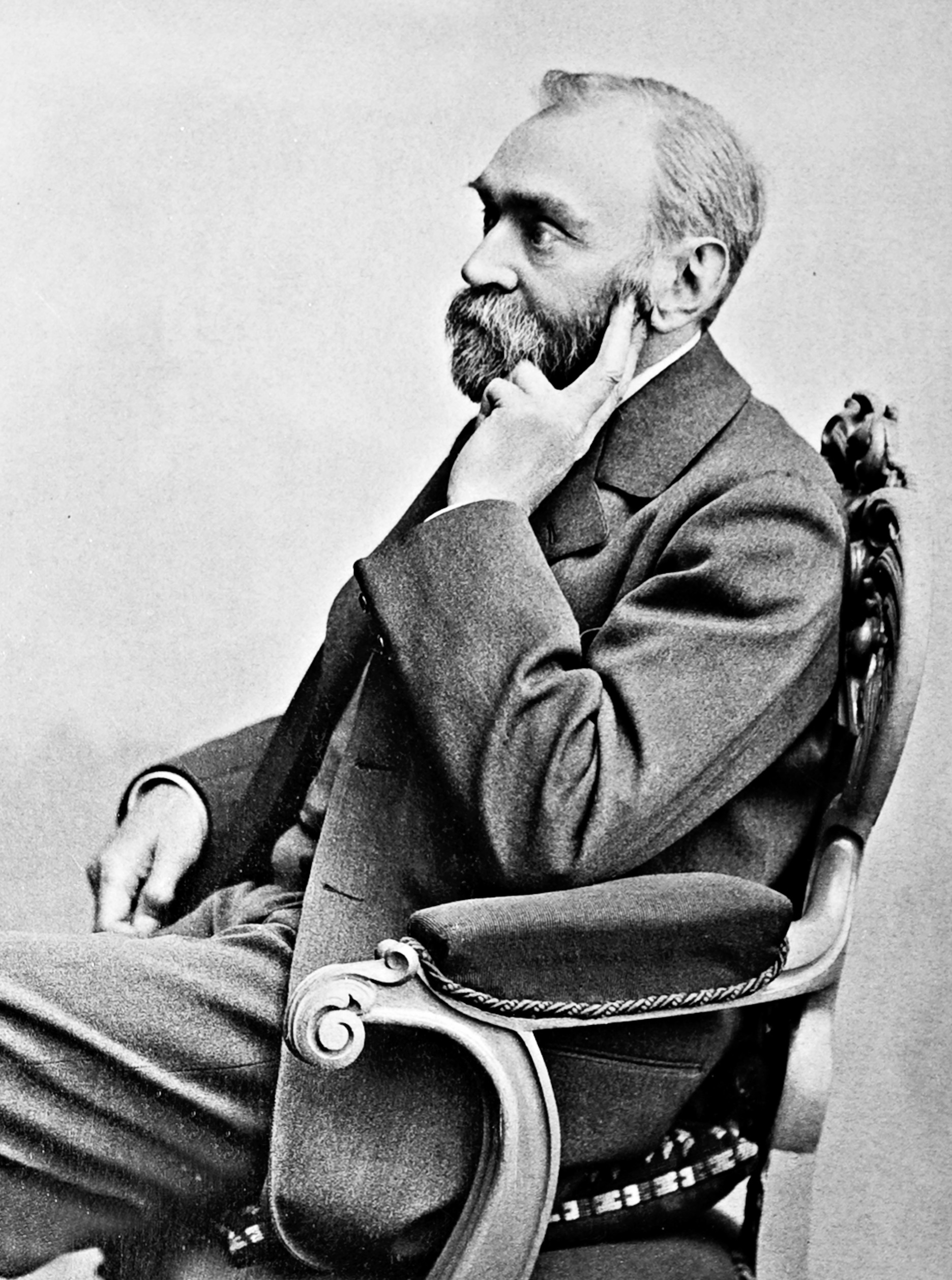
Портрет Альфреда Нобеля написаний Ґестом Флорманом

Альфред Бернард Нобель (народжений 21 жовтня 1833 року в Стокгольмі, Швеція) був хіміком, інженером, новатором, виробником військової продукції та винахідник динаміту. У його власності була металургійна фірма Бофорс, перебування якої у власності Альфреда Нобеля надало їй значного поштовху до переходу до хімічного та гарматного виробництва — Бофорс займалася як виробництвом військової зброї (літаки, танки), так і виробництвом пороху тощо. Альфред Нобель запатентував 355 різних винаходів, серед яких винайдення динаміту є найвідомішим.
Нобель помер в 1896 році від стенокардії у своїй віллі в Санремо, Італія, де він проживав останні роки свого життя.
Заповіт Нобеля містив вимогу, щоби його гроші були використанні для присудження премій у фізиці, хімії, за внесок у встановлення миру, фізіології або медицині та, нарешті, літературі. Для цього він заповів 94% всього свого майна — 31 мільйон шведських крон (станом на 2008 рік ця сума була рівна 186 мільйонам доларів США). Відповідно до заповіту Нобеля, Шведська королівська академія наук має нагороджувати премією з хімії.
Хоча Альфред і написав декілька заповітів упродовж життя, останній був написаний не набагато довше ніж за рік до його смерті та був підписаний у Шведсько-Норвезькому клубі в Парижі 27 листопада 1895 року.

## Церемонія нагородження
Комітет та Шведська королівська академія наук, що займаються вибором лауреатів, зазвичай оголошують імена лауреатів в жовтні. Премія, що складається з медалі, диплому та чеку, згодом вручається Шведським королем на формальній церемонії, що проводиться щорічно 10 грудня в річницю смерті Альфреда Нобеля. Важливі є також Нобелівські лекції, які читаються лауреатами за дні раніше церемонії вручення. Пізніше проводиться Нобелівський бенкет. Щонайбільше три лауреати та дві різні роботи можуть обиратися на рік.

## Нагороди
Лауреати Нобелівської премії з хімії отримують золоту медаль, диплом та грошову винагороду. Сума останньої залежить від прибутку Фундації Нобеля в поточному році. Якщо ж нагорода вручається більше ніж одному лауреату, тоді гроші розділяються або однаково серед них, або ж, для трьох лауреатів, вона може бути поділена на половину та дві четвертинки.

### Медалі
Нобелівські медалі виготовляються приватною шведською компанією Myntverket та Норвезьким монетним двором з 1902 року. Вони є зареєстрованими торговими марками Фундації Нобеля. На кожній медалі зображується лівий профіль Альфреда Нобеля на лицьовій стороні медалі. Нобелівські премії з фізики, хімії, фізіології та медицини, а також з літератури мають однакові лицьові сторони з зображенням Альфреда Нобеля та років його життя та смерті (1833–1896). Портрети Нобеля також є на лицьовій стороні медалей Нобелівської премії миру та з економіки, але мають дещо інший дизайн. Зображення зворотної сторони медалі варіюється в залежності від органу що присуджує. Зворотні сторони Нобелівських медалей з хімії та фізики мають однаковий дизайн.

### Дипломи
Нобелівські лауреати отримують дипломи прямо з рук Шведського короля. Кожен диплом має свій унікальний вигляд розроблений органом що присуджує для лауреата, що отримує диплом. Диплом Нобеля містить малюнок та текст, де вказується ім'я лауреата та, зазвичай, цитата, за що лауреат отримав премію. Однак, жоден диплом з Нобелівської премії миру ніколи не містив цитату.

### Грошові винагороди
Нобелівські лауреати також отримують грошові винагороди, яка, наприклад, у 2009 році становила 10 мільйонів шведських крон (близько 1,4 млн доларів США). Грошова винагорода змінюється з року в рік в залежності від того, скільки грошей може виділити Нобелівський комітет на нагороду. В разі, коли премію присуджують одразу двом переможцям в певній категорії, грошову винагороду ділять порівну між лауреатами. Якщо ж трьом, комітет, що присуджує, має право поділити винагороду або нарівно, або ж половину одному лауреату, а двоє інших отримують по четвертій частині грошової винагороди.

## Лауреати

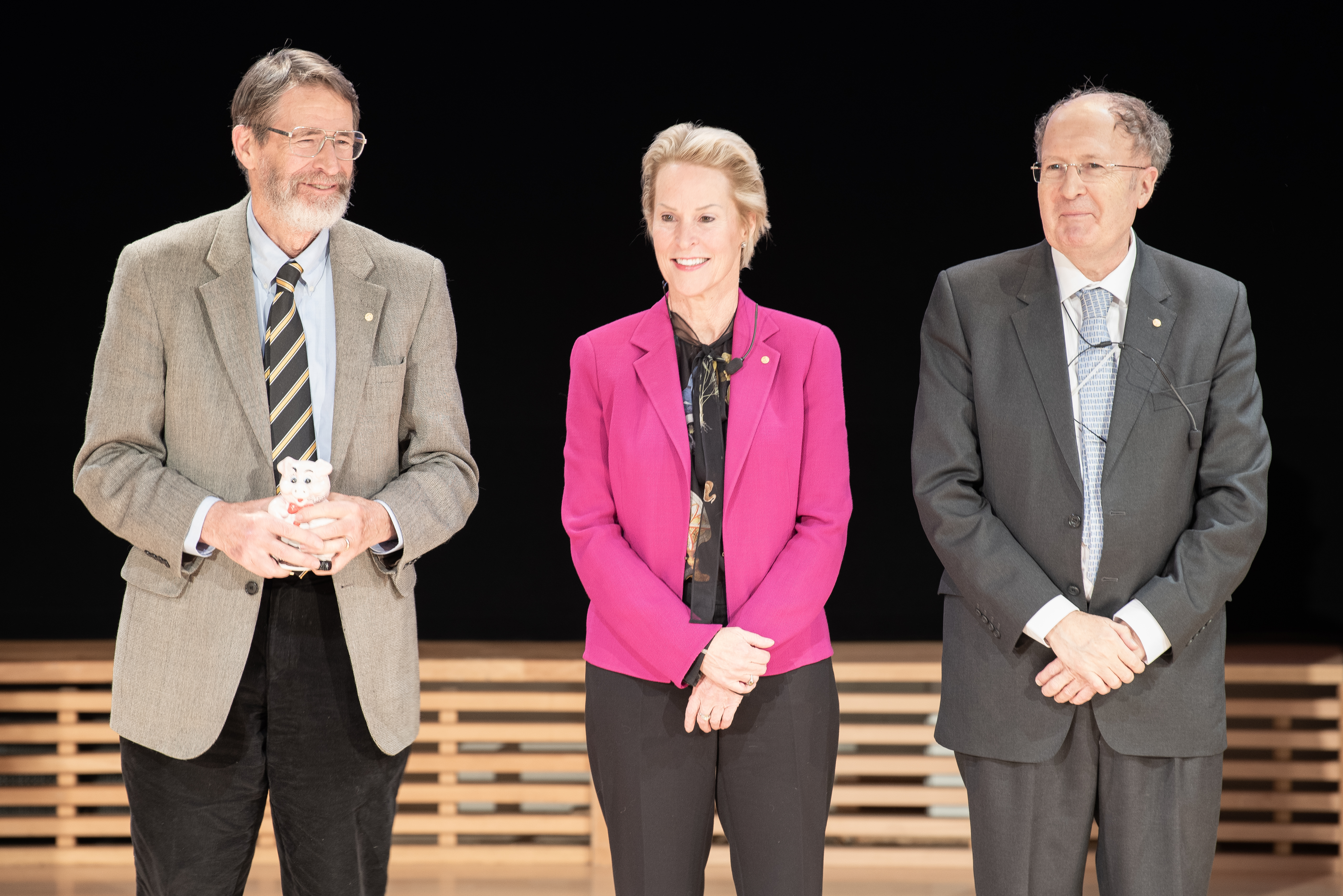
Лауреати Джордж Сміт, Френсіс Арнольд і Грег Вінтер у Стокгольмі 8 грудня 2018 року

Щонайменше 25 лауреатів здобули Нобелівську премію за свій внесок в галузь органічної хімії — це більше, ніж в будь-який інший хімічний розділ. Двом лауреатам — німцям Ріхарду Куну (1938) та Адольфу Бутенандту (1939) — їхній уряд не дозволив прийняти премію. Пізніше вони отримали медалі та дипломи, але не гроші. Двоє хіміків отримували Нобелівські премії з хімії двічі: Фредерік Сенгер — в 1958 та 1980 і Баррі Шарплесс — у 2001 і 2022 роках. Ще двоє отримали по дві Нобелівські премії з різних дисциплін — Марія Склодовська-Кюрі (з фізики в 1903 році та з хімії в 1911 році) та Лайнус Полінг (з хімії в 1954 році та миру в 1962 році). Зі 189 лауреатів (станом на 2022 рік) семеро — жінки: Марія Кюрі, Ірен Жоліо-Кюрі, Дороті Ходжкін, Ада Йонат, Френсіс Арнольд, Емманюель Шарпантьє, Дженніфер Дудна та Каролін Бертоцці. За всю історію Нобелівської премії з хімії було вісім перерв її присудження: у 1916, 1917, 1919, 1924, 1933 та 1940–1942 роках.

## Інциденти та конфузи
4 жовтня 2023 року за кілька годин до офіційного оголошення Шведська королівська академія наук випадково оприлюднила імена трьох учених, які, ймовірно, отримають цьогорічну Нобелівську премію з хімії. Зокрема, шведська газета Aftonbladet опублікувала копію електронного листа від академії, в якому лауреатами були названі вчені з США Муні Бавенді та Луїс Брюс, а також радянсько-американський вчений Олексій Єкімов. Голова Нобелівського комітету з хімії Йохан Аквіст заявив, що цей лист є помилкою, а переможців на ту мить ще не було обрано. Втім, згодом саме ці вчені й були оголошені лауреатами Нобелівської премії цього року.